# Реймонд Мессі
Реймонд Мессі (англ. Raymond Massey; 30 серпня 1896, Торонто — 29 липня 1983, Лос-Анджелес) — канадський кіноактор, номінант на премію «Оскар». Володар іменної зірки на Голлівудській «Алеї слави».

## Біографія
Реймонд Харт Мессі народився 30 серпня 1896 року в Торонто, Канада, в сім'ї Анни Мессі і Честера Деніела Мессі, багатого власника компанії «Massey Ferguson». Закінчив середню школу Upper Canada та Торонтський університет. У розпал Першої світової війни Мессі вступив до лав канадської армії і протягом всього часу служив артилеристом на Західному фронті.
Повернувшись до Канади контуженим, Мессі вперше з'явився на сцені лондонського театру 1922 року. Сім'ю роками відбувся дебют актора в кіно, у картині «Вищий ступінь зради», де Мессі зіграв епізодичну роль архітектора. Найбільш запам'ятовуються ролі актора того періоду — Шерлок Холмс в «Строкастої стрічці» (1931), Філіп Уевертон в «Старому темному будинку» (1932), Джон Кабал і Освальд Кабал в «Зовнішності майбутнього», король Іспанії Філіп II в «Полум'я над Англією» і принц Міхаель у «Бранці Зенди».
У 1941 році за роль президента США Авраама Лінкольна в біографічній драмі Джона Кромвелла «Ейб Лінкольн в Іллінойсі» Реймонд Мессі номінувався на престижну премію «Оскар», проте програв Джеймсу Стюарту. В 1962 актор ще раз зіграв Лінкольна в картині «Як був завойований Захід». Після висування на «Оскар» Мессі ще частіше почали запрошувати до кіно. Актор зіграв Діна Грема в трилері Кертіса Бернхардта «Одержима» (1947) та Гейла Уайненда у драмі Кінга Відора «Джерело» (1949).
Останніми ролями Реймонда Мессі в кіно стали ролі Проповідника у вестерні Джея Лі Томпсона «Золото Маккенни» та Меттью Каннінгема у комедії «День народження моїх дорогих дочок». Реймонд Мессі помер від пневмонії 29 липня 1983 року у Лос-Анджелесі. Похований у меморіальному парку Beaverdale, Нью-Хейвен, Коннектикут. Примітно, що того ж дня помер близький друг Мессі Девід Нівен. Ходили чутки, що Нівен помер після того, як дізнався про смерть Мессі.

## Особисте життя та сім'я
Реймонд Мессі був тричі одружений: на Марджері Фріментл (1921—1929; є син, який став архітектором — Джеффрі Мессі)
на актрисі Едріанн Аллен (1929—1939; є двоє дітей, які також стали акторами — Анна Мессі і Деніел Мессі)
на Дороті Вітні (1939 — до її смерті)
Старшим братом Реймонда Мессі був генерал-губернатор Канади Вінсент Мессі (1887—1967) [6].

## Фільмографія
- 1955 — На схід від раю